# Soriana
Organizacion Soriana SAB de CV — мексиканская компания в сфере розничной торговли, управляет сетью гипермаркетов, супермаркетов и торговых точек других форматов. Штаб-квартира расположена в Монтеррее. Контрольный пакет акций принадлежит семье Мартин.

## История
История компании началась с магазина по торговле тканями, открытого в 1905 году в городе Торреон (штат Коауила). В 1930-х годах семья Мартин расширила деятельность в оптовую торговлю тканями и другими товарами. В 1950-х годах начала развиваться сеть магазинов самообслуживания Soriana. В 1968 году братья Армандо и Франсиско Мартин, в то время руководившие семейным бизнесом, открыли в Торреоне первый гипермаркет Soriana.
В 1971 году была зарегистрирована компания Organizacion Soriana. В 1974 году был открыт первый гипермаркет Soriana в Монтеррее, в 1989 году туда же была перенесена штаб-квартира. С сентября 1987 года акции компании котируются на Мексиканской фондовой бирже. К 1991 году компания управляла пятой крупнейшей розничной сетью Мексики, её годовой оборот составлял 1,83 млрд песо (607 млн долларов), она доминировала на севере Мексики. В 1990-х годах сеть компании начала быстро расти: в 1992 году она насчитывала 21 торговую точку, в 1994 году — 48, в следующие три года открывалось в среднем по 6 гипермаркетов. В 1997 году оборот достиг 13,89 млрд песо (1,75 млрд долларов). В 1999 году сеть состояла из 89 торговых точек в 20 штатах Мексики
В 2002 году была основана сеть магазинов мелкооптовой торговли City Club. В 2003 году начала развиваться сеть супермаркетов Mercado Soriana. Формат «магазин у дома» компания начала осваивать в 2005 году под названием Super City. В декабре 2007 года за 1,35 млрд долларов была куплена сеть из 199 супермаркетов Supermercados Gigante; она включала 7 торговых точек в США, которые были проданы в 2008 году сети Chedraui. В 2015 году было куплено 143 супермаркета Comercial Mexicana.

## Деятельность
По состоянию на 2023 год сеть компании состояла из 378 гипермаркетов Soriana Híper, 162 супермаркетов Soriana Mercado, 130 супермаркетов Soriana Súper, 106 магазинов Soriana Express и 39 мелкооптовых магазинов City Club.
Оборот за 2023 год составил 176 млрд мексиканских песо (10,4 млрд долларов США). В 2021 году Soriana была третьей крупнейшей розничной сетью Мексики.